# Петраш Ганна Олегівна
Ганна Олегівна Петраш (нар. 15 серпня 1973, м. Київ) — українська акторка та співачка. Заслужена артистка України. Солістка Академічного ансамблю пісні і танцю Національної Гвардії України.

## Життєпис
Ганна Петраш народилася 15 серпня 1973 року у місті Київ (Україна). 
У 1999 році закінчила музично-педагогічний факультет НДПУ імені Драгоманова.
У 2002 році закінчила Театральний інститут імені Садовського при театрі оперети (клас НАУ Тамари Тимошко )
Акторка музично-драматичного театру.
Закінчила Київський інститут музики ім.Глиєра (магістр)   Оперний спів.
З 2002  по 2009 роки - акторка Киевського музикально-драматичного театру ім.Квітки-Основ'яненко.

З 2009 року - солістка Академічного ансамблю співу та танцю НГУ України.

## Театральні роботи
- Жаклін - М.Камолетті «Гарнір по-по-французьки»
- Королева - «Три мушкетери» (мюзикл)
- Віола - Эдуардо де Філіппо «Людина та джентльмен»
- Морська царівна - «Повернення Синдбада» (мюзикл) [1]

## Фільмографія
- Матрьошки. (2005 рік)
- Червоні перли кохання. (2007 рік)
- Повернення Мухтара - 7. (53 серія) (2011 рік)
- Доправити будь що. (2011 рік)
- Повернення Мухтара - 8. (1 серія) (2012 рік)
- Лекції для домогосподарок. (2012 рік)
- Повернення Мухтара - 9. (2014 рік)
- Прокурори (12 серія) (2015 рік)

- 2017 "Черговий лікар 4" серія 12 Мария реж.О.Осмоловський
- 2017 "Когда меня полюбишь ты"  Соседка реж.Роман Бровко (Украина)
- 2017  "На грани" Серія "На пороге"  Галя (Гол.роль серії) реж.Андрій Колесник
- 2017 "Лікар Ковальчук" Удова Катя (25серія) реж.Ева Стрельнікова
- 2017 "Окно жизни" секретар Галя реж.О.Тараненко
- 2017 "Женский доктор" 3 сезон 31 серія Неля(гол.роль серії)реж.О.Пархоменко
- 2018 "Коли ми вдома"мама Лики 80 серия реж.А.Мозговий
- 2018 "Дві матері" медсестра реж.Е.Баранов
- 2018 "Реальна містика" серія "Дух бабія" Ивана реж.Л.Хоменко
- 2018 "Марк+Наталка" реж.Г.Бірча
- 2018 "Реальна містика" серия "Містичні дружини" (жінка-господиня)
- 2019 "Подкидыш" пацієнтка реж.Дмитро Матов(4 серія)
- 2019 "Пошта" жена Петрикова 33 серия реж.Максим Горов
- 2019 "Выбор матери" продавець Клава реж. Міла Погребинськая
- 2019 "Чужая" економка Люба реж. Олександр Пархоменко
- 2019 "Реальна містика" серия "Грязьова магія"гл.роль серии реж.Євген Чернишов
- 2019 "Ничто не случается дважды-2" Прихильниця.реж.О.Байрак
- 2019 "Подари мне счастье" гінеколог реж.Е.Баранов
- 2019 "Виходьте без дзвінка-3" Ганна Короленка реж.В.Кукса
- 2019"По разным берегам"Зав.РАГСу реж.В.Конісевич
- 2019"Я все тебе докажу"Мати Слави реж.О.Пархоменко,Д. Тарасов
- 2019 "Другая жизнь Анны" суддя реж.С.Терещук
- 2019 "Следователь Горчакова" удова Матюхіна реж.О.Сальников
- 2020 "Несмотря ни на что" наглядачка тюрми реж.Ю.Осіпов
- 2020 "Перші ластівки 2"Завуч реж.В.Шпаков
- 2020"В плену у прошлого" гінеколог реж.Олександр Мохов
- 2020"Поговори с ней" Гувернантка реж.Роман Ткаченко
- 2020 "Цвет страсти" Бригадир Лариса реж.Д.Гольдман
- 2020"Чужие дети" Зіна реж.В.Конісевич
- 2020 "Дочки" інспектор реж.Р.Барабаш
- 2020 "Жизнь прекрасна" зав.магазина реж.С.Щербина
- 2020 "Слід"Галина Сидоренко реж. Мельниченко
- 2020 "Исчезающие следы" Ірина 16 серія реж.С.Толкушкін
- 2021"Мой любимый друг" гінеколог реж.С.Щербіна
- 2021 "Слід-2"Лариса Федоришин реж.Д.Малков
- 2021 "Доктор Надежда"організатор пед.П.Мащенко
- 2021 "Гром среди ясного неба" кардіолог реж.О.Мохов
- 2021"Топтун"12 серія Катерина реж.В.Рожко
- 2021 "Цвет мести" бригадир Лариса реж.С.Сторожев
- 2021"Рідна мачуха"секретар Олена реж.С.Крутін
- 2021"Ход коня"16 серія Жанна Мусієнко реж.А.Тітєєв
- 2021"Водна поліція" Інна Люстерник 17 серія реж.Є.Доронін
- 2021 "Первый поцелуй" Класний керівник реж.Ю.Моісеєнко
- 2021"Я заберу твою семью" Віра реж.С.Щербін
- 2021"Птица в клетке" Адвокат Віра,реж.С.Толкушкін

## Звання і нагороди
Наказом Президента України №126/2015 від 06.03.2015 нагороджена званням Заслужений артист України. 